# Квін Снайдер
Квін Прайс Снайдер (англ. Quin Price Snyder; нар. 30 жовтня 1966) — американський професійний баскетбольний тренер, який є головним тренером команди НБА «Атланта Гокс». У період 2014-2022 працював головним тренером команди НБА «Юта Джаз».